# Eliseo Álvarez
Eliseo Álvarez (Villa Ballester, Buenos Aires, 18 de agosto de 1955) es un periodista, guionista y biógrafo argentino. 

## Literatura
Publicó los libros Biografía no autorizada de Carlos Gardel; El hombre que engañó a Kennedy; 1968, Quisimos Ser; 505 Días coautor con Juan Suriano; Tango Libro Boxing Club, coautor con Osvaldo Príncipi.

## Filmografía
Es autor y productor de las películas 
- El día que Maradona conoció a Gardel (1996)
- El sueño de los héroes (1997), basada en la novela de Adolfo Bioy Casares.
- Quereme así (Piantao) (1997)
- Pinti 97 (1997). Espectáculo de Enrique Pinti (producción general)

## Radio
Conductor de Los Especiales de la 1110, por Radio Ciudad; coconductor con Osvaldo Príncipi de Tango Libro Boxing Club por la FM 2x4. Gerente de Producción y Noticias de Radio Rivadavia; creador de la primera radio de noticias de La Argentina: América

## Televisión
Director periodístico de Canal 11; creador del primer canal de noticias de la Argentina: Cablevisión Noticias (CVN); director de Canal (á); presidente del jurado de Premios de la Asociación Argentina de Televisión por Cable  ATVC); consultor de ABCTV de Paraguay; creador del canal cultural digital TTV. En diciembre de 2019 fue designado director ejecutivo de Televisión Pública por la gestión presidencial de Alberto Fernández. En abril de 2021 renunció a su cargo alegando razones personales, en medio de escándalos de corrupción en el canal.

## Medios gráficos
Redactor y colaborador de las revistas: Discusión, Mercado, Confirmado, Siete Días, Redacción, Prensa Económica, Debate, Ñ y de los diarios: Diario Popular, El Día de La Plata, Norte de Resistencia, El Litoral de Corrientes, La Gaceta de Tucumán y Tiempo Argentino.
Propietario de Tranquilo Producciones.